# Chucena
Chucena es un municipio y localidad de España, en la provincia de Huelva, Andalucía. El municipio cuenta con una población de 2238 habitantes (INE 2024). Su extensión superficial es de 1'5km² y tiene una densidad de -0'7hab/km². Se encuentra situada a una altitud de 148 metros y a 62 kilómetros de su capital Huelva.

## Historia
Como ocurre con otros sitios onubenses sus orígenes son prehistóricos, quedando enmarcada, junto con las poblaciones de Manzanilla, Paterna del Campo, Escacena del Campo e Hinojos en el llamado "Campo de Tejada", actualmente conjunto arqueológico conocido también como Tejada la Nueva, centro neurálgico de la comarca entre los s.VIII y IV a.d.Cristo. Etimológicamente el término "Chucena" derivaría del latín "succius" (fértil) más el añadido "ena" sufijo de posesión, por lo que su fundación quedaría establecida entre los s. III-II a. d.Cristo.La desaparecida villa de Alcalá de la Alameda, hoy perteneciente a Chucena tendría su fundación alrededor del s.VIII d.d.Cristo, siendo conocida también como Malchar Palmet, Alcalá de Juana D`Orta y Alcalá de Tejada. En el Libro del Repartimiento de Sevilla y su tierra, referido a 1253, aparecen ambas poblaciones. Alcalá sería entregada por el rey Alfonso X el sabio a Rui Sánchez en 1268, mientras Chucena lo era a Juan Martínez de Barrasa en 1374 por privilegio de Enrique II. Martínez consiguió una exención de tributos para veinte vecinos que favoreció que el lugar se poblara.
En 1488 los Reyes Católicos confirman a Payo de Ribera como Señor de Chucena, creando un Mayorazgo en 1514 a favor de Garci López Pacheco, tercer hijo de don Pedro Portocarrero, que va adquiriendo las tierras de Alcalá. En 1550, los Señores de Moguer, la familia Portocarrero son los dueños absolutos de Alcalá que comparte con Chucena ordenanzas y arbitrios comunes. En 1571 el rey Felipe II concede a Alcalá el título de ciudad y en 1574 el título de I Marqués de Alcalá de la Alameda a Pedro López Portocarrero, anexionando la villa de Chucena. A mediados del siglo XVI la II Marquesa de Alcalá dª Ana María Ribera de Portocarrero se une en matrimonio con Luis de la Cerda, Duque de Medinaceli, uniendo el Marquesado a la Casa Ducal. A partir del siglo XIX se produce un declive del Marquesado y el progresivo despoblamiento de Alcalá en beneficio de la vecina Chucena. Por decreto de 24 de mayo de 1812 se crea el Ayuntamiento de Chucena, englobando las villas de Alcalá de la Alameda, Garruchena (saqueada por la invasión francesa) Genís (actual hacendado) y Torralba (actual hacendado también).
A partir de 1958, el pueblo de Chucena se hace con los derechos de la abandonada iglesia de Alcalá, dedicada desde al menos 1411 (según consta en el Libro Blanco de la Catedral de Sevilla) a la Inmaculada Concepción y Santa Ana, restaurándolo y devolviéndolo al culto. Templo muy afectado por el terremoto de Lisboa de 1755 y que había sido levantado sobre las ruinas del anterior, por el Maestro Mayor de Fábrica del Arzobispado de Sevilla, Ambrosio de Figueroa en 1773.
La Iglesia parroquial de Chucena, también muy afectada en 1755, es una nueva construcción, realizada en 1772 por el alarife y maestro mayor de obras Andrés de Silva según planos de Diego Antonio Díaz. Edificio renacentista en forma de cruz latina, es de destacar su retablo mayor (10,5 m de alto por 8,4 m de ancho) realizado en 1788 por Julián Giménez. Entre sus obras de arte religiosas, señalar una de crucificado, el Stmo. Cristo de Burgos , talla barroca pero con líneas muy suaves, con faldón largo de corte gótico, atribuido al círculo de Pedro Roldán (siglo XVII)y llamado popularmente como "El Cristo de las Enagüillas", también una Virgen del Rosario de Herrera el Viejo (siglo XVI), la talla de la Virgen de los Dolores se corresponde con antigua Inmaculada titular del templo de Alcalá de la Alameda (siglo XVI), un Niño Jesús de la escuela de Martínez Montañés, y varias tallas y cuadros más de entre los siglos XVI y XVIII.  
Un pino centenario al que le calculan unos 650 años de antigüedad, testigo de la historia de estos dos pueblos convertidos en uno, tuvo que ser cortado el día 2 de septiembre de 1988, a causa oficialmente de una enfermedad. Figura en el escudo heráldico del pueblo presidido por una estrella, evocación de la Virgen que lleva ese nombre, patrona de la villa, quien ya contaba en 1547 con una Cofradía para su culto y mantenía un hospital de pobres.
Las fiestas patronales se celebran el día 15 de agosto con el pasacalle de la Virgen de la Estrella, el festejo al que acuden multitud de vecinos de los pueblos colindantes es característico por el llamado toro fuego que se disfruta sobre las tres de la madrugada de los días 14,16 y 17 de agosto, y durante el día se realizan las llamadas carreras de cintas a caballo, en moto o en bici, realizadas en su gran mayoría por las mujeres del pueblo.Una de las fiestas más populares de este municipio es la llamada Romería, que se celebra en la referida Iglesia de Alcalá de la Alameda y en el anexo recinto ferial. Esta romería se celebra a mediados del mes de mayo donde las imágenes de San Isidro Labrador y de la Divina Pastora, realizada por Martínez Cerrillo en 1960, salen en procesión.
Otros de los festejos populares en este pueblo es el famoso Tostón, que se lleva a cabo el día 28 de febrero el día de Andalucía, en él todo el pueblo se reúne en la entrada del pueblo y como comida característica es pan de pueblo tostado con aceite y ajo y con sardinas. Por otro lado encontramos la llamada Fritá en el mes de febrero la cual es, desde hace unos años, una jornada campera que la Hermandad del Rocío de Chucena celebra para recaudar fondos, en el sitio conocido como la Dehesa del Perú, un paraje natural de incomparable belleza, poblado de encinas y alcornoques.
Chucena es reconocida por su buen vino en todo el condado y por su aceite.

## Demografía
Chucena cuenta con una población de 2238 habitantes (INE 2024).
| Gráfica de evolución demográfica de Chucena entre 1842 y 2021                                                       |
| |
| Población de derecho según los censos de población del INE Población de hecho según los censos de población del INE |

| 1930                      | 1943 | 1980 | 1964 | 1931 | 1967 | 2005 | 1996 | 2044 | 2130 | 2213 | 2022 | 2229 |
| (Fuente: INE [Consultar]) |      |      |      |      |      |      |      |      |      |      |      |      |

## Economía

### Evolución de la deuda viva municipal
| Gráfica de evolución de Deuda viva del Ayuntamiento de Chucena entre 2008 y 2021                                |
| |
| Deuda viva del Ayuntamiento de Chucena en miles de Euros según datos del Ministerio de Hacienda y Ad. Públicas. |

## Patrimonio
- Iglesia Parroquia de Nuestra Señora de la Estrella
- Ermita de la Divina Pastora (Alcalá de la Alameda)